# Андрија Лубурић
Андрија Лубурић (16. новембар 1891 — 19. март 1944) био је српски источар и етнолог.

## Биографија
Андрија Лубурић рођен је 16. новембра 1891. године у Никшићу. Његовог оца, Мрдака Лубурића из Риоца код Билеће, Мирко Радоичић помиње као истакнутог учесника Херцеговачког устанка (1875 – 1878), а Станислав Винавер и као „чувеног гуслара“.
Лубурић се врло рано, још 1910. године, по наговору Јована Ердељановића, почео бавити скупљањем народних пјесама, те разне грађе за проучавање насеља и поријекла становништва старе Херцеговине (Никшића, Никшићке жупе, Дробњака, Пиве, Голије, Опутне рудине и Горње Мораче). Августа 1913. он упознаје Јована Цвијића, који му даје упутства за даљи рад. Но, тај посао, већ следеће године, прекида Први свјетски рат, у коме показује узорну храброст.
Након рата Андрија учитељује у двама никшићким селима: Брезовику и Драговољићима (1919), затим обавља послове полицијског писара у родном мјесту (1920). Тада и током двадесетих година систематски прикупља народне пјесме.
Од 1927. Лубурић живи у Београду, гдје се бави углавном научним радом. Број пјесама које је сабрао у наредних неколико година није велики.
Крајем 1928, са Герхардом Геземаном и гусларом Танасијем Вућићем, Андрија, преко Загреба и Прага, путује у Берлин ради снимања Вућићевог репертоара на златним плочама. О том путовању писао је, прилично опширно, германист и фолклорист Радосав Меденица (1897 – 1994).
Иако је више од двадесет година провео скупљајући народне епске пјесме (преко 800), Лубурић је доста учинио и на научном пољу. Оставио је за собом пет књига: Дробњаци – племе у Херцеговини (1930), Орловићи и њихова улога у црногорском Бадњем вечеру 1710. године (1934), Капитулација Црне Горе: документи, књ. I (1938), Поријекло и прошлост династије Петровића (1940) и Капитулација Црне Горе: документи, књ. II (1940).
Према сазнању новинара и публицисте Бранка Копривице, познаника Лубурићевих сродника, Лубурић је, као човјек изразито одан Карађорђевићима, уживао подршку кнеза Павла. Стога се може претпоставити да је Андрија Лубурић, 19. марта 1944, трагично завршио због политичког опредјељења.